# 甘霖 (射擊運動員)
甘霖（1983年11月26日—），廣東茂名人。中國男子射擊運動員。

## 生涯
甘霖父母是茂名市体育局的职工，爷爷曾经参加过解放战争，并是军队中的狙击手。1996年7月，甘霖进入茂名市业余体校，师从射击教练吴波。2000年1月，入选广东射击队。2002年，参加第九届全国运动会，获得铜牌并进入中国国家射击队。2005年10月17日，18歲的甘霖於第十届全国运动会上获得男子個人10米移動靶金牌，為廣東隊於當屆全運會中的首面射擊項目金牌。翌年7月，他於克羅地亞的世界錦標賽的男子團體10米移動靶小項以1158環的成績，與牛志遠、楊凌奪得冠軍且刷新全國紀錄。同時，他又贏得男子個人10米移動靶小項的錦標。同年12月，甘霖出戰多哈亞運会，先後以663.8環和389環摘下了男子個人10米移動靶小項與男子個人10米移動靶混合小項兩面金牌。回國後，甘霖由於認為10米移動靶並非奧運小項，無法參與北京奧運，而有意參與飛碟射擊。
2007年8月11日，甘霖在世界大运会射击比赛中以582环夺得男子10米移动靶（标准速）个人金牌，这是中国队在大运会上获得的第一枚射击金牌。
2010年，在广州亚运会上，与杨凌、翟羽佳获得男子10米移动靶团体金牌、男子10米移动靶混合速团体银牌，其个人获得男子10米移动靶混合速铜牌。
2013年，从运动员退役，转为教练员，2018年，转岗到广东省体育局任行政工作。